# 皮亚廖
皮亚廖（義大利語：Piario），是意大利贝加莫省的一个市镇。总面积1.48平方公里，人口1090人，人口密度736.5人/平方公里（2009年）。国家统计（ISTAT）代码为016163。